# 인공 일반 지능
인공 일반 지능(人工一般智能, 영어: artificial general intelligence, AGI)은 인간이 할 수 있는 어떠한 지적인 업무도 성공적으로 해낼 수 있는 (가상적인) 기계의 지능을 말한다. 이는 인공지능 연구의 주요 목표이며, SF 작가들이나 미래학자들의 중요한 소재이다.
인공 일반 지능은 강한 AI, 완전 AI, 또는 '일반 지능적 행동'을 실행하는 기계의 능력이라고도 한다.
일부에서는 '강한 AI'와 구별하여 특정 문제 해결이나 이성적 업무의 연구, 완수를 위해 사용되는 소프트웨어를 '응용 AI'(또는 '좁은 AI', '약한 AI')라 부르기도 한다. 약한 AI는 강한 AI와는 반대로 인간의 인지적 능력의 모든 범위를 수행하려 시도하지 않는다.

## 예시

### 구글 DeepMind의 스타크래프트 2 인공 지능
저희는 DeepMind를 'AGI', 즉 인공 일반 지능이라고 부르는 인공 지능으로 만들고 있어요. 특정한 하나의 게임 에이전트만이 아니라 학습 패러다임을 이해함으로써 사전 지식 없이 어떤 게임이든 플레이할 수 있는 에이전트를 만드는 중이죠— Oriol Vinyals

딥마인드의 스타크래프트 2 프로젝트 총책임자 Oriol Vinyals에 따르면 스타크래프트 II용으로 개발하고 있는 인공 지능은 스타크래프트 2뿐만이 아니라, 어떤 게임에도 적용할 수 있는 인공 일반 지능이 목표라고 한다.

## 같이 보기
- 제임스 글릭
- 인공 초지능
- 인공 의식